# Don Whillans
Pas d'image ? Cliquez ici
Donald Desbrow Whillans, mieux connu sous le nom de Don Whillans, né le 18 mai 1933 à Salford et mort  le 4 août 1985, est un grimpeur et alpiniste britannique qui a joué un grand rôle dans le renouveau de l'alpinisme britannique dans les années 1950.

## Biographie

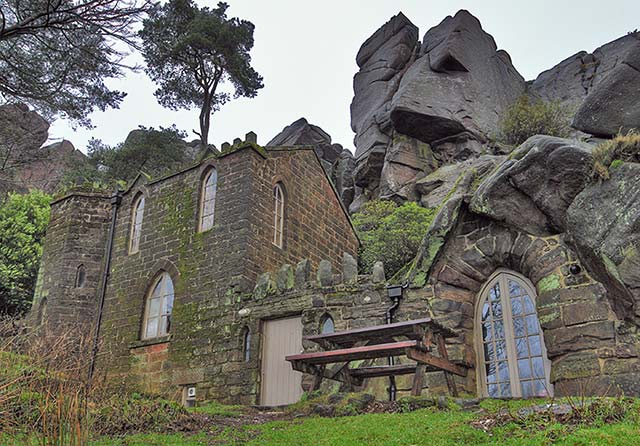
Mémorial Don Whillans

Don Whillans, né dans la banlieue industrielle de Manchester, interrompt précocement ses études pour exercer comme plombier. 
Il affirme dans un premier temps ses talents de grimpeur dans les Crags du pays de Galles, du Lake District  et d'Écosse. À partir de 1952, il entreprend bon nombre d'ascensions dans les Alpes en particulier en compagnie de Joe Brown. Don Whillans participe également à de nombreuses expéditions parmi lesquelles celles au Masherbrum en 1957, en Patagonie en 1962 et 1963, à l'Annapurna en 1970 et au mont Roraima en 1973.

## Premières
- 1954 - Première de la face ouest de l'aiguille de Blaitière avec Joe Brown, le 25 juillet[1]
- 1961 - Première ascension du pilier central du Frêney
- 1962 - Aiguille Poincenot (massif du Fitz Roy)
- 1963 - Tour centrale du Paine avec Chris Bonington, le 16 décembre
- 1966 - Directissime à l'Eiger
- 1970 - Face sud de l'Annapurna avec Dougal Haston, au cours d'une expédition britannique emmenée par Chris Bonington. Cette expédition coûta la vie à Ian Clough, victime d'une chute de séracs.

### Filmographie
- Leo Dickinson, Don Whillans - Myth and Legend, 2006